# 宇治トンネル

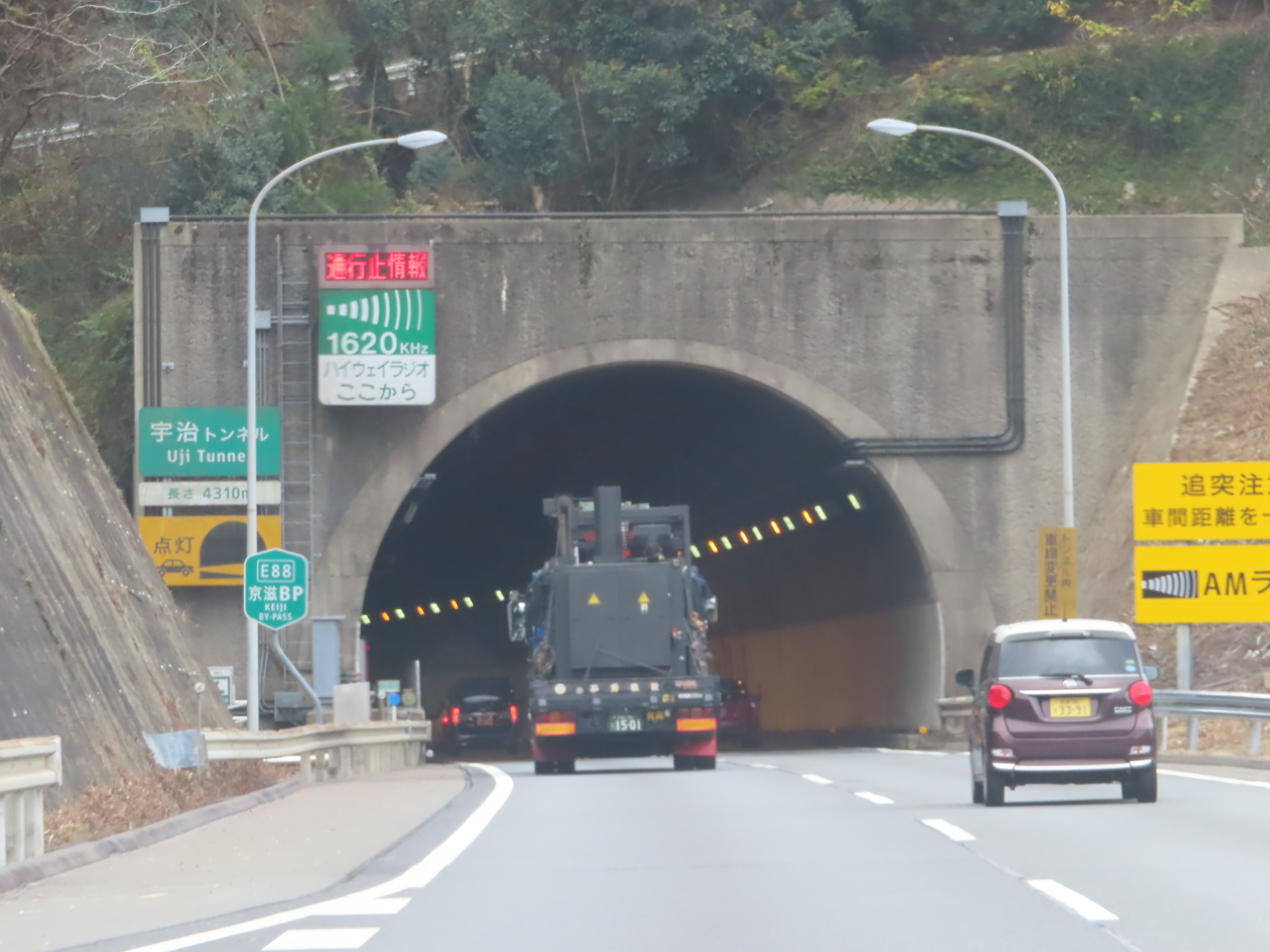
宇治トンネル下り線（2023年12月撮影）

宇治トンネル（うじトンネル）は、京都府宇治市を通る、京滋バイパスの自動車専用トンネルである。笠取ICと宇治東ICの間に位置する。

## 概要
上り線4304 m、下り線4314 mのトンネルで、換気所2ヶ所（上下線各1ヶ所）・集塵機室3ヶ所（上り線）・立坑2ヶ所（上り線直径8.2 m・高さ278 m、下り線直径6.9 m・高さ156 m）を有する。計画交通量が多く見込まれたため防災等級はAAにランクされている。京都府南西部に位置し、比良山を南に延長した標高300 - 350 mの山地をほぼ東西方向に貫くトンネルである。1984年（昭和59年）から本坑の掘削を始め、約3年6ヶ月で付帯設備を含めすべて掘削工事を完了した。
施工は一般有料道路事業として日本道路公団が担当。当時は日本で第7位の延長を持つトンネルであった。

## 施工

### 本坑掘削
宇治トンネルの西坑口付近は大鳳寺川流域で土かぶりが0.7 - 3 mと薄い区間で、地山がもろさや伏流水の影響でトンネル切羽やアーチ部のが崩れないようにセメント系固化材を用いた地盤改良が実施された。
坑口から100 - 150 m間は土かぶりが3 - 16 mとなったが、大鳳寺川の伏流水域であったため毎分50 - 200 L（リットル）の湧水が発生し、湧水量としては少ないものの地山が含水比の大きな砂礫層に変わったため掘削作業が困難となった。そのため、集水井を5 m間隔で千鳥配置したところ、地山が透水性を有していたのも手伝い効率良く集水でき、施工性向上に効果が見られた。
上述の区間を含む西坑口から350 mの区間はツインヘッダーを用いた上半先進NATM工法を用いており、内空変位や天端沈下とも20 mm程度に収まっている。
宇治トンネル全体の9割以上を占める古生層の区間は発破を用いた上半先進NATM工法で掘削を進めたが、主体の粘板岩に鏡肌を伴った細かい亀裂が生じ、岩盤の落下（肌落ち）が多く発生した。この肌落ちは小規模なものが大半であったが、湧水を伴い突発的に生じることもあったため、対策として補強用のボルト（縫地ボルト）を切羽の状況に応じて打設した。また、断層破砕帯部では岩片自体は比較的硬質であったが、粘土層を数10 cm挟んだものが多く、掘削時に変位が大きくなるなどして切羽の自立が困難となる場所が見られた。そのため、補強ボルトの設置や仮の吹付コンクリート（インバート）によってトンネルの補強を行った。

### 換気所
換気所には排気坑・送気坑（いずれも立坑に接続）、搬入路用トンネル、電気室、機械室が設けられた。これらの換気所付近は断面積が大きくなるため、トンネルのゆるみや応力が大きくなることが懸念された。そのため事前にゆるみ領域を把握するため有限要素法による解析を行い、さらに弾性波探査を用いた変位の調査を行いながら施工した。機械室の部分は断面積が大きく、導坑・上段・中段・下段の順番に掘削し、その他は上半先進または全段面掘削で掘削した。施工では吹付けコンクリートのクラックやロックボルトの座金の変形などが生じたことがあったが、事前に検討して施工を子なった部分で早期に補強工を行い安全に地山を安定させることができた。

### 天井板撤去
上り線のみトンネル内には4箇所に換気のための天井板が設置されていたが、笹子トンネル天井板落下事故後の2013年12月に撤去された。

## 沿革
- 1988年8月29日 - 開通
- 2013年12月 - 上り線トンネルの天井板を撤去